# Lourdes Sánchez
María Lourdes Sánchez (Corrientes, 5 de marzo de 1986) es una bailarina, actriz y presentadora argentina. Es conocida por haber participado en varias temporadas del programa de telerrealidad Bailando por un sueño, segmento emitido dentro del programa Showmatch, del cual resultó ser semifinalista en la temporada 12 (2017), la temporada 14 (2019) y la temporada 15 (2023-2024)

## Carrera profesional
Sánchez inició su carrera de bailarina en televisión tras haber sido elegida en un casting por la producción de Showmatch en la Ciudad de Corrientes para ser la compañera de baile del diseñador Jorge Ibáñez en la edición 2008 del Bailando por un sueño conducido por Marcelo Tinelli. Al año siguiente, fue nuevamente convocada para conformar el equipo de baile del periodista Tití Fernández en El musical de tus sueños, en el cual resultaron ser el décimo segundo equipo eliminado. Ese mismo año, fue llamada por Gerardo Sofovich para integrar el cuerpo de baile de la obra Gracias a la villa en el teatro del Lago de Villa Carlos Paz. Desde 2010 hasta 2012, Lourdes formó parte del elenco estable de bailarinas de Showmatch, las cuales siempre realizaban la apertura de los programas y asistían tanto al conductor, como a los participantes. Durante ese período, participó de la ficción cordobesa Locos del tomate (2011) y fue convocada para formar parte del espectáculo Excitante producido por Daniel Comba en el teatro Astros.
Poco después, Lourdes durante dos años formó parte del programa La cocina del show (2011-2012) emitido por El trece y a su vez fue fichada para ser la compañera de baile de Agustín Morgante en la segunda edición del Soñando por bailar. En 2012, Sánchez participó de la sitcom Concubinos de El trece junto a Pedro Alfonso, Paula Chaves, Marcelo de Bellis y Federico Bal, donde interpretó a Milagros una vecina con gustos muy particulares. Ese año, fue fichada por la productora Dabope para formar parte del elenco principal de la obra Viaje de locura (2012-2013) en el teatro Holiday, donde personificó a la novia de Elmer (Freddy Villareal). En 2013, formó parte del staff de bailarinas del programa Susana Giménez emitido por Telefe.
En 2014, Sánchez adquirió popularidad en los medios al participar de la Bailando 2014, donde acompañó al actor Diego Reinhold, haciéndose aún más pública su relación sentimental con Pablo «El Chato» Prada, uno de los productores del programa y donde se conoció su rivalidad con la bailarina Laurita Fernández. Ese mismo año, se unió al elenco de la obra teatral Casa fantasma, donde compartió cartel con Pedro Alfonso, Benjamín Amadeo, Luciana Salazar y Lizy Tagliani. Allí interpretó a Romina, papel por el cual ganó el galardón de la Chica del verano entregado por los Premios VOS.
En 2015, participó del Bailando 2015 como compañera del actor Fernando Dente, convirtiéndose en la vigésima pareja eliminada del certamen tras perder el duelo telefónico con el actor Federico Bal. Ese año, Lourdes interpretó a Nicole en la obra Marcianos en la casa dirigida por Carlos Olivieri, que la llevó a obtener su primera nominación en los premios Carlos como mejor actriz de reparto. Durante esa misma temporada veraniega, participó como panelista del programa cordobés El show del caos.
En 2016, le llegó la oportunidad de conducir su propio programa infantil titulado El universo de Lourdes, el cual se emitió por las mañanas de América TV y tuvo su propio álbum de música. Además, recibió una nominación a los premios Martín Fierro en 2017 como mejor programa infantil y tuvo su adaptación teatral para la temporada veraniega en Carlos Paz. Paralelamente, a su trabajo en televisión, Lourdes participó del espectáculo de baile Bien argentino entre 2016 y 2017. También fue convocada por primera vez como figura para participar del Bailando 2017, donde resultó ser una de las semifinalistas de la competencia. En 2018, tras realizar varios reemplazos temporales, Ángel de Brito la llamó para oficiar de panelista estable en su programa de espectáculos Los ángeles de la mañana. A su vez, participó del Bailando 2018 junto al actor Diego Ramos, resultando ser la décima sexta pareja eliminada tras perder en el voto telefónico con la deportista Micaela Viciconte y la actriz María del Cerro.
En 2019, Sánchez participó en el Súper Bailando junto al actor Federico Bal. A su vez, fue una de las protagonistas de la obra teatral Únicas, puertas del amor junto a Sandra Mihanovich, Valeria Archimó, Anita Martínez y Cecilia Figaredo en el teatro Broadway. Más tarde, fue la conductora del programa La previa de la Academia emitido por la señal de cable Ciudad Magazine junto con Lizardo Ponce.
En 2024, fue convocada por el gobierno de la provincia de Corrientes para asumir como directora del Teatro Vera.

## Vida personal
Desde 2011 se encuentra en pareja con el productor de televisión y teatro Pablo "El Chato" Prada, con quien tiene un hijo llamado Valentín, nacido en 2016.

## Televisión
| Año       | Título                              | Papel                                | Notas                  |
| --------- | ----------------------------------- | ------------------------------------ | ---------------------- |
| 2008      | Showmatch: Bailando 2008            | Bailarina de Jorge Ibáñez            | 12.da pareja eliminada |
| 2009      | Showmatch: El musical de tus sueños | Miembro del equipo de Tití Fernández | 9.no equipo eliminado  |
| 2010-2012 | Showmatch: Bailando por un sueño    | Miembro del staff de bailarinas      |                        |
| 2011      | Locos del tomate                    | Castinera                            | 1 episodio             |
| 2011      | Bienes raices                       | Catalina "Cata"                      |                        |
| 2011-2012 | La cocina del show                  | Miembro del staff de bailarinas      |                        |
| 2011-2012 | Soñando por bailar 2                | Bailarina de Agustín Morgante        | 16.ta pareja eliminada |
| 2012      | La cocina del show: Concubinos      | Milagros                             |                        |
| 2013      | Susana Giménez                      | Miembro del staff de bailarinas      |                        |
| 2014      | Showmatch: Bailando 2014            | Bailarina de Diego Reinhold          | 20.ma pareja eliminada |
| 2015      | Showmatch: Bailando 10 años         | Bailarina de Fernando Dente          | 23.ra pareja eliminada |
| 2015      | El show del caos                    | Panelista                            |                        |
| 2016-2018 | El universo de Lourdes              | Conductora                           |                        |
| 2017      | Showmatch: Bailando 2017            | Participante                         | Semifinalista          |
| 2018-2020 | Los ángeles de la mañana            | Panelista                            |                        |
| 2018      | Showmatch: Bailando 2018            | Miembro del BAR-SM / Participante    | 15.ta pareja eliminada |
| 2019      | Showmatch: Súper Bailando           | Participante                         | Semifinalista          |
| 2020-2021 | Hay que ver                         | Panelista                            |                        |
| 2020-2021 | La previa del Cantando              | Conductora                           |                        |
| 2020      | Cantando 2020                       | Miembro del BAR-SM                   |                        |
| 2021-2023 | Comer para ver                      | Conductora                           |                        |
| 2021      | La previa de La Academia            | Conductora                           |                        |
| 2021      | Showmatch: La academia              | Participante                         | Abandono voluntario    |
| 2022      | Minuto a minuto                     | Panelista                            |                        |
| 2023      | Buena tarde                         | Conductora                           |                        |
| 2023-2024 | Bailando 2023                       | Participante                         | Semifinalista          |

## Radio
| Año       | Título  | Rol        | Emisora   |
| --------- | ------- | ---------- | --------- |
| 2020-2021 | Vale x3 | Conductora | Vale 97.5 |

## Teatro
| Año       | Título                     | Papel             | Lugar           |
| --------- | -------------------------- | ----------------- | --------------- |
| 2009-2010 | Gracias a la villa         | Bailarina         | Teatro del Lago |
| 2011      | Excitante                  | Vedette           | Teatro Astros   |
| 2012-2013 | Viaje de locura            | Novia de Elmer    | Teatro Holiday  |
| 2014-2015 | Casa fantasma              | Ivana             | Teatro Holiday  |
| 2015-2016 | Marcianos en la casa       | Nicole            | Teatro Holiday  |
| 2016      | Colección primavera verano | Bailarina         | Teatro Astral   |
| 2016-2017 | Bien argentino             | Primera bailarina | Teatro del Sol  |
| 2017-2018 | El universo de Lourdes     | Animadora         | Teatro del Sol  |
| 2019-2020 | Únicas, puertas del amor   | Bailarina         | Teatro Broadway |

## Discografía
Álbum de estudio
- 2016: El universo de Lourdes[24]

## Premios y nominaciones
| Año  | Organización                | Categoría                          | Trabajo                | Resultado | Ref(s) |
| ---- | --------------------------- | ---------------------------------- | ---------------------- | --------- | ------ |
| 2010 | Premios Carlos              | Mejor cuerpo de baile              | Gracias a la villa     | Ganadores | [ 25 ] |
| 2013 | Premios VOS                 | Chica del verano                   | Viaje de locura        | Nominada  | [ 26 ] |
| 2015 | Premios VOS                 | Chica del verano                   | Casa fantasma          | Ganadora  | [ 27 ] |
| 2015 | Premios Los Más Clickeados  | Famosos con más rating en internet | Ella misma             | Ganadora  | [ 28 ] |
| 2016 | Premios Carlos              | Mejor actriz de reparto            | Marcianos en la casa   | Nominada  | [ 29 ] |
| 2016 | Premios Los Más Clickeados  | Famosos con más rating en internet | Ella misma             | Ganadora  | [ 30 ] |
| 2017 | Premios Martín Fierro       | Mejor programa infantil / juvenil  | El universo de Lourdes | Nominada  | [ 31 ] |
| 2017 | Premios Los Más Clickeados  | Famosos con más rating en internet | Ella misma             | Ganadora  | [ 32 ] |
| 2018 | Premios VOS                 | Mejor espectáculo infantil         | El universo de Lourdes | Nominada  | [ 33 ] |
| 2018 | Premios Carlos              | Mejor espectáculo infantil         | El universo de Lourdes | Nominada  | [ 34 ] |
| 2018 | Premios Estrella de Concert | Mejor espectáculo infantil         | El universo de Lourdes | Ganadora  | [ 35 ] |
| 2018 | Premios Los Más Clickeados  | Famosos con más rating en internet | Ella misma             | Ganadora  | [ 36 ] |
| 2019 | Premios Los Más Clickeados  | Famosos con más rating en internet | Ella misma             | Ganadora  | [ 37 ] |
| 2021 | Premios Los Más Clickeados  | Famosos con más rating en internet | Ella misma             | Ganadora  | —      |